# Llista d'estats sobirans del 1966

## Estats sobirans

### A
- Afganistan – Regne de l'Afganistan
- Albània – República Popular d'Albània
- Alemanya Occidental – República Federal d'Alemanya[1]
- Alemanya de l'Est – República Democràtica d'Alemanya[2]
- Algèria – República Democràtica Popular d'Algèria
- Alt Volta – República de l'Alt Volta
- Andorra – Principat d'Andorra
- República Àrab Unida[3]
- Aràbia Saudita – Regne de l'Aràbia Saudita
- Argentina – República de l'Argentina
- Austràlia – Commonwealth d'Austràlia
- Àustria – República d'Àustria

### B
- Barbados (des del 30 de novembre)[4]
- Bèlgica – Regne de Bèlgica
- Bhutan – Regne de Bhutan[5]
- Birmània – Unió de Birmània
- Bolívia – República de Bolívia
- Botswana – República de Botswana (des del 30 de setembre)[6]
- Brasil – República dels Estats Units del Brasil
- Bulgària – República Popular de Bulgària
- Burundi – Regne de Burundi (fins al 28 de novembre)
  -  Burundi – República de Burundi (des del 28 de novembre)

### C
- Cambodja – Regne de Cambodja
- Camerun – República Federal del Camerun
- Canadà – Domini del Canadà
- Ceilan – Domini de Ceilan[7]
- República Centreafricana – República Centreafricana
- Colòmbia – República de Colòmbia
- Congo-Brazzaville – República del Congo
- Congo-Léopoldville – República del Congo (fins a l'1 de juliol)
  -  Democratic Republic of the Congo República Democràtica del Congo (després de l'1 de juliol)
- Corea del Nord – República Democràtica Popular de Corea[8]
- Corea del Sud – República de Corea
- Costa d'Ivori – República de la Costa d'Ivori
- Costa Rica– República de Costa Rica
- Cuba – República de Cuba

### D
- Dahomey – República de Dahomey
- Dinamarca – Regne de Dinamarca
- República Dominicana

### E
- Equador – República de l'Equador
- Espanya – Estat espanyol
- Estats Units – Estats Units d'Amèrica
- Etiòpia – Imperi d'Etiòpia

### F
- Filipines – República de les Filipines
- Finlàndia – República de Finlàndia
- França – República Francesa[9]

### G
- Gabon – República gabonesa
- Gàmbia
- Ghana – República de Ghana
- Grècia – Regne de Grècia
- Guatemala – República de Guatemala
- Guinea – República de Guinea
- Guyana (des del 26 de maig)[10]

### H
- Haití – República d'Haití
- Hondures – República d'Hondures
- Hongria – República Popular d'Hongria

### I
- Iemen del Nord – República Àrab del Iemen[11]
- Índia – República de l'Índia
- Indonèsia – República d'Indonèsia
- Iran – Regne de l'Iran
- Iraq – República de l'Iraq
- Irlanda – República d'Irlanda
- Islàndia – República d'Islàndia[12]
- Israel – Estat d'Israel[13]
- Itàlia – República Italiana
- Iugoslàvia – República Socialista Federal de Iugoslàvia

### J
- Jamaica
- Japó
- Jordània – Regne Haiximita de Jordània

### K
- Kenya – República de Kenya
- Kuwait – Estat de Kuwait

### L
- Laos
- Lesotho – Regne de Lesotho (des del 4 d'octubre)[6]
- Líban – República Libanesa
- Libèria – República de Libèria
- Líbia – Regne Unit de Líbia
- Liechtenstein – Principat de Liechtenstein
- Luxemburg – Gran Ducat de Luxemburg

### M
- Malawi – Malawi (fins al 6 de juliol)
  -  Malawi – República de Malawi (des del 6 de juliol)
- Malàisia
- Maldives – Sultanat de les Illes Maldives[14]
- República Malgaixa
- Mali – República de Mali
- Malta – Estat de Malta
- Marroc – Regne del Marroc
- Mauritània – República Islàmica de Mauritània
- Mèxic – Estats Units Mexicans
- Mònaco – Principat de Mònaco
- Mongòlia – República Popular de Mongòlia[15]

### N
- Nepal – Regne del Nepal[5]
- Nicaragua – República de Nicaragua
- Níger – República del Níger[16]
- Nigèria – República Federal de Nigèria
- Noruega – Regne de Noruega
- Nova Zelanda - Domini de Nova Zelanda

### P
- Països Baixos – Regne dels Països Baixos
- Pakistan – República Islàmica del Pakistan
- Panamà – República del Panamà
- Paraguai – República del Paraguai
- Perú – República Peruana
- Polònia – República Popular de Polònia
- Portugal – República Portuguesa

### R
- Regne Unit – Regne Unit de la Gran Bretanya i Irlanda del Nord
- Romania – República Socialista de Romania
- Ruanda – República Ruandesa

### S
- El Salvador – República del Salvador
- Samoa Occidental – Estat Independent de la Samoa Occidental
- San Marino – Sereníssima República de San Marino[17]
- Senegal – República del Senegal[18]
- Sierra Leone – Sierra Leone
- Sikkim – Regne de Sikkim[5][19]
- Singapur  – República de Singapur
- Síria – República Àrab Siriana
- Somàlia – República Democràtica de Somàlia
- Sud-àfrica – República de Sud-àfrica[6]
- Sudan – República del Sudan
- Suècia – Regne de Suècia
- Suïssa – Confederació suïssa

### T
- Tailàndia – Regne de Tailàndia
- Tanzània – República Unida de Tanzània
- Togo – República Togolesa
- Trinitat i Tobago [20]
- Tunísia – República Tunisiana
- Turquia – República de Turquia
- Txad – República del Txad
- Txecoslovàquia – República socialista Txecoslovaca

### U
- Uganda – República d'Uganda
- Unió Soviètica – Unió de Repúbliques Socialistes Soviètiques[21]
- Uruguai – República Oriental de l'Uruguai

### V
- Ciutat del Vaticà – Estat de la Ciutat del Vaticà[22][23][24]
- Veneçuela – Estats Units de Veneçuela
- Vietnam del Nord – República Democràtica del Vietnam[25]
- Vietnam del Sud – República del Vietnam[26]

### X
- Xile – República de Xile
- República Popular de la Xina
- República de la Xina
- Xipre – República de Xipre

### Z
- Zàmbia – República de Zàmbia

## Estats que proclamen la sobirania
- Rhodèsia[27]
- Rwenzururu – Regne de Rwenzururu